# Ammiqs våtmark

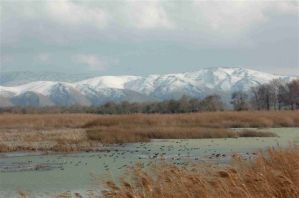
Ammiqs våtmark om vintern, bild från 2007.

Ammiqs våtmark nära byn Ammiq (annan translitterering "Aammiq" eller "Aamiq") i Bekaadalen är Libanons största inlandsvåtmark. Våtmarken är viktig för fågellivet i området och för flyttfåglar, som flyttar mellan Europa och Afrika. Den förklarades som ett viktigt fågelområde, Important Bird Area (IBA) 1994, och som ett Ramsarområde 1999 (nr 978). År 2005 deklarerades området som biosfärområde av Unesco. Våtmarken utgör en rest av ett större våtmarkssystem som en gång, före modern tid, fanns i Bekaadalen, och får vatten från vattendrag som kommer från Libanonberget. Floden Litani går öster om våtmarken.

## Fåglar
Totalt har 256 fågelarter observerats inom området, varav några är globalt rödlistade, som vitögd dykand och dubbelbeckasin, stäpphök, större skrikörn, kejsarörn och svartvingad vadarsvala. Rödfalk, tidigare rödlistad, finns också i området. Många flyttfåglar rastar inom våtmarksområdet, bland annat vit stork, vit pelikan och vanlig trana, under vår- och höstflyttningarna. Mer än 17 fågelarter häckar inom området, däribland smådopping, dvärgrördrom och natthäger. Bland de fåglar som övervintrar finns sothöns och olika änder som bläsand, gräsand och skedand.